# Havas Sándor (gépgyáros)
Havas Sándor (Vác, 1831. március 1. – Budapest, 1904. január 13.) gépgyáros.

## Életrajza
1831. március 1-én született Pest megyében, Vácon. 1848-ban egy pesti mechanikai műhelyben szabadult fel.

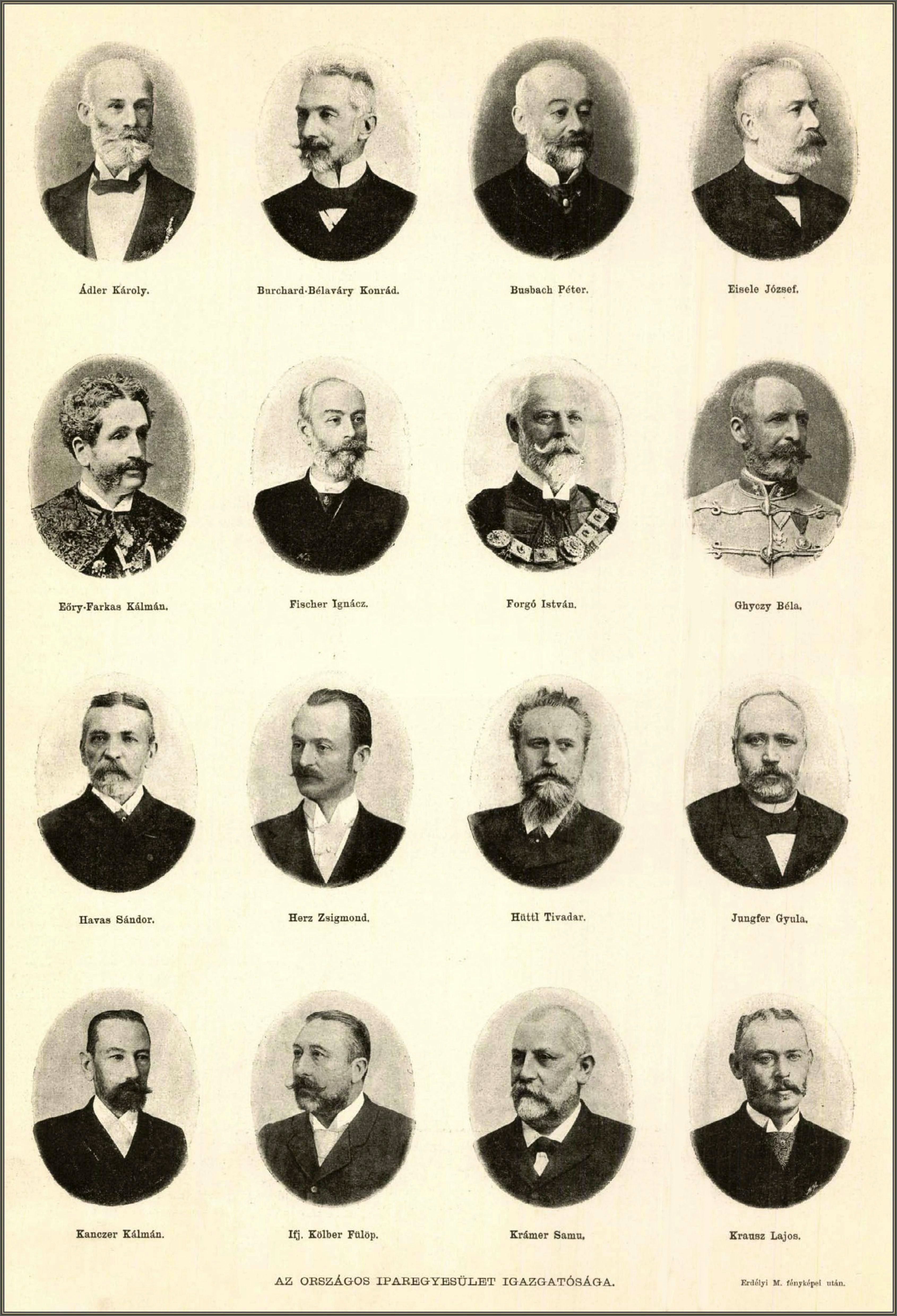
Arcképe az Országos Iparegyesület igazgatósági tagjai között 1893-ban.

Az 1848-49-es forradalom és szabadságharc idején ő állította fel és vezette is a budai fegyvergyárat, amelyet a császári seregek elől előbb Debrecenbe, majd Nagyváradra telepített át. A szabadságharc leverése után 1852–1858 között Triesztben, a Lloyd Hajózási Társaság munkatársa volt. Hazatérése után 1858–tól 1864-ig a Dunagőzhajózási Társaságnál tevékenykedett, majd 1864-től önálló műhelyt nyitott, ahol gazdasági gépeket, vasmacskákat valamint gépláncokat gyártott. Az itt készült gépláncok pl. a legjobb hasonló angol gyártmányok minőségét is felülmúlták.
Egy ízben elnöke is volt az ipar-egyesületnek. 1881-ben Budapest belvárosi kerületében mint képviselőjelölt is fellépett. A lövészegyesület főlövészmestere volt.
1861–1864 között az ő irányítása alatt épültek a Szent István, a Mátyás király és a Zrínyi Miklós utasszállító hajók. 1873-ban ő építette a magyar gőzhajózás számára a Ferkó és az Anna vontatógőzösöket.
Budapesten halt meg 1904-ben, 73 évesen. Sírja a Fiumei úti sírkertben található (29/1-4-12), a Nemzeti sírkert részeként 2007 óta védett.